# Gábor Molnár (zapaśnik)
Gábor Molnár (ur. 23 września 1988) – węgierski zapaśnik walczący w stylu klasycznym. Zajął szesnaste miejsce na mistrzostwach Europy w 2009. Ósmy w Pucharze Świata w 2009 roku.